# Province d'Antonio Raymondi
La province d'Antonio Raymondi (Provincia de Antonio Raymondi en espagnol) est l'une des 20 provinces de la région d'Ancash, au Pérou. Son chef-lieu est la ville de Llamellín.

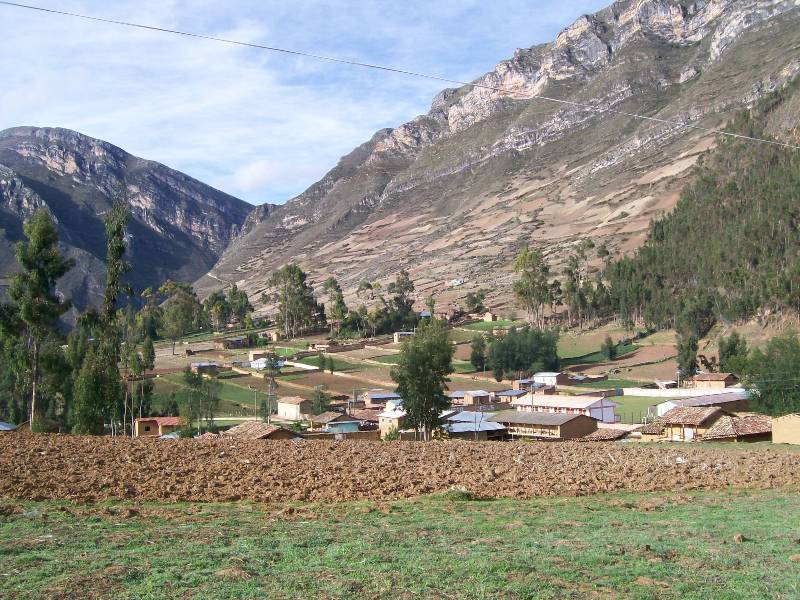
Rontoy

## Géographie
La province couvre une superficie de 561,61 km2. Elle est limitée au nord par le Río Marañón et la province de Huacaybamba (région de Huánuco), à l'est et au sud par la province de Huari, et à l'ouest par la province de Carlos Fermín Fitzcarrald.
La province est traversée par la basse vallée du río Puchca, un affluent du Marañon.

## Histoire
La province a été fondée le 12 février 1821 et nommée en hommage au naturaliste et géographe d’origine italienne Antonio Raimondi (1826-1890).

## Population
La population de la province s'élevait à 17 059 habitants en 2007 (INEI) .

## Subdivisions
La province est divisée en six districts :
- Aczo
- Chaccho
- Chingas
- Llamellín
- Mirgas
- San Juan de Rontoy

## Économie
La province a une vocation agricole. Difficile d’accès, sur le versant oriental de la cordillère des Andes, elle est reliée par la route à la côte ouest via la localité de Pomachaca et la vallée du Santa.

## Sites remarquables
Sites précolombiens de Yarcan, Tacshamarca, Para, Huarmimarca, Girka pariag.